# Liste der Baudenkmäler im Bonner Ortsteil Venusberg
Die folgende Liste enthält in der Denkmalliste ausgewiesene Baudenkmäler auf dem Gebiet des Bonner Ortsteils Venusberg im Stadtbezirk Bonn.
Hinweis: Die Reihenfolge der Denkmäler in dieser Liste orientiert sich an den Straßennamen und ist alternativ nach Hausnummern, Denkmallistennummer oder Bezeichnung sortierbar.
Basis ist die offizielle Denkmalliste der Stadt Bonn (Stand: 15. Januar 2021), die von der Unteren Denkmalbehörde geführt wird. Grundlage für die Aufnahme in die Denkmalliste ist das Denkmalschutzgesetz Nordrhein-Westfalens.
| Bild                               | Bezeichnung                                 | Lage                                    | Beschreibung | Bauzeit   | Eingetragen seit | Denkmal- nummer |
| ---------------------------------- | ------------------------------------------- | --------------------------------------- | --- | --------- | ---------------- | --------------- |
| weitere Bilder                     | Villa                                       | Kiefernweg 12 Karte                     | Architekt: Wilhelm Denninger | 1938      | 12. April 2000   | A 3590          |
| weitere Bilder                     | Kirchen- und Gemeindezentrum „Heilig-Geist“ | Kiefernweg 22–24/Don-Bosco-Straße Karte | Architekt: Stefan Leuer | 1955–1957 |                  | A 4102          |
| Evangelische „Auferstehungskirche“ | Evangelische „Auferstehungskirche“          | Haager Weg (69a–71) Karte               | Architekt: Denis Boniver | 1957      |                  | A 3494          |
| weitere Bilder                     | „Gut Melb“ und Verwalterhaus mit Melbbrücke | Melbweg 42 und 9 Karte                  | |           |                  | A 3849          |
| weitere Bilder                     | Kaiser-Wilhelm-Denkmal                      | Rosenburgweg/An der Casselsruhe Karte   | anlässlich des 100. Geburtstags von Wilhelm I. errichtet; Entwurf: Rudolf Schultze; im neoromanischen Stil mit einer Pyramide aus Basaltstein-Säulen | 1897      |                  | A 130           |